# Landskrona slot
Landskrona slot eller Landskronas Citadel (før 1658 dansk: Landskrone slot eller Citadellet) er et citadel beliggende i Landskrona, Skåne, Sverige. Det er internationalt kendt for sine bevarede voldgrave.
Byggeriet af citadellet blev påbegyndt i 1549 (eller 1543) af Peder Skram med Christian III som bygherre. Slottet, der mere er et militært anlæg – en fæstning – end et slot, stod færdigt i 1559. Slottet omkransedes af en ringmur og en voldgrav på 70 meter. Der var fra Øresundssiden adgang over en vindebro.
I 1589 påbegyndte Jørgen Ottesen Brahe, som var lensmand på Landskrone 1588-91, bygningen af en bolig for lensmanden.
20. marts 1644 angreb svenskeren Gustav Horn Landskrone by og slot. Byen var blevet rømmet, og han kunne gå direkte over til en belejring af slottet med dets 300 mands besætning. 7. april overgav fæstningen sig, og der indsattes i stedet en svensk besætning på 1000 mand. Efter freden i Brømsebro 1645 blev slottet og byen på ny dansk.
I 1676 var positionerne de omvendte. Under den Skånske krig herskede den svenske kommandant, oberst Hieronymus Lindeberg, på slottet. Men om morgenen den 3. august 1676 kapitulerede han foran Christian V's's soldater. Knud Ottesen Thott blev valgt til dansk amtmand for byen, og citadellet blev en vigtig bastion for Danmark under det resten af krigen. Hieronymus Lindeberg blev senere stillet for en krigsret af den svenske konge, anklaget for højforæderi. Obersten henrettedes i december 1677. I 1678 gav Christian 5. ordre om, at de mange skånske friskytter (af svenskerne nedsættende benævnt som "snaphaner") skulle benytte citadellet som base for deres operationer. 
Efter krigen udbyggedes citadellets voldgrave af svenskerne. Der anlagdes først en ydre voldgrav, lige så bred som den gamle, omkring den indre voldgrav. Derefter anlagdes endnu to voldgrave med forbindelser mellem hinanden.
Mod 1800-tallets slutning fjernedes dele af den yderste (fjerde) voldgrav og hoveddelen af den tredje (talt fra slottet og ud). Men hoveddelen af voldgravene blev tilbage og hermed et af Europas bedst bevarede voldgravssystemer; der anlagdes en stor park rundt om hele slotsområdet. ("Slottsparken"), og mellem de to yderste voldgrave nord for slottet anlagdes i 1901 Sveriges andet kolonihaveområde, som i dag er Sveriges ældste kolonihaveområde (efter at et mindre kolonihaveområde blev fjernet i Malmö for mange år siden).